# Monkodonja
Monkodonja je opevněné návrší z doby bronzové obydlené přibližně mezi lety 1800-1200 př. n. l.. Nachází se v nadmořské výšce 78 m asi 3 km od města Rovinj v Istrijské župě v Chorvatsku.

## Historie výzkumů

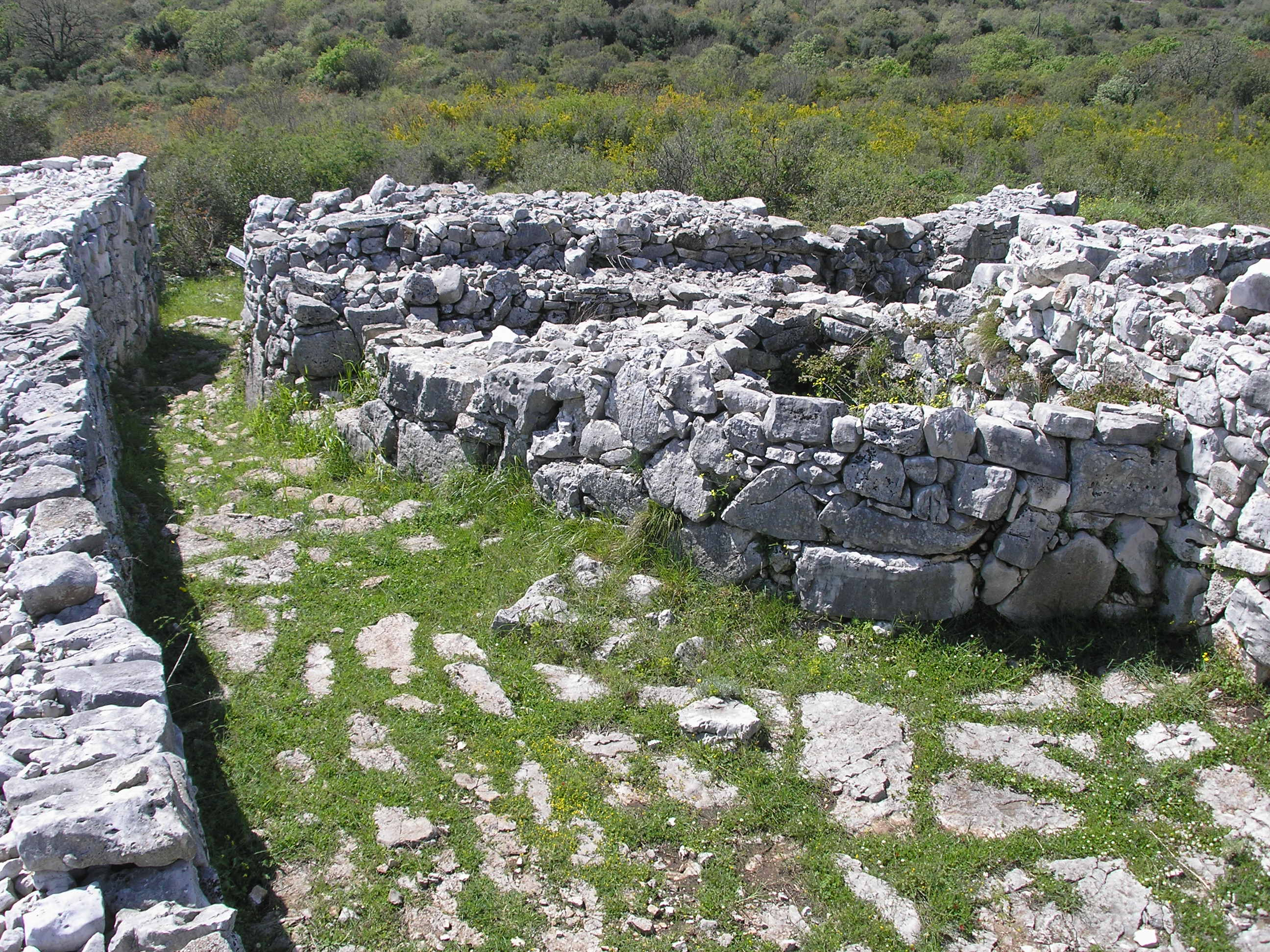
Vstupní brána

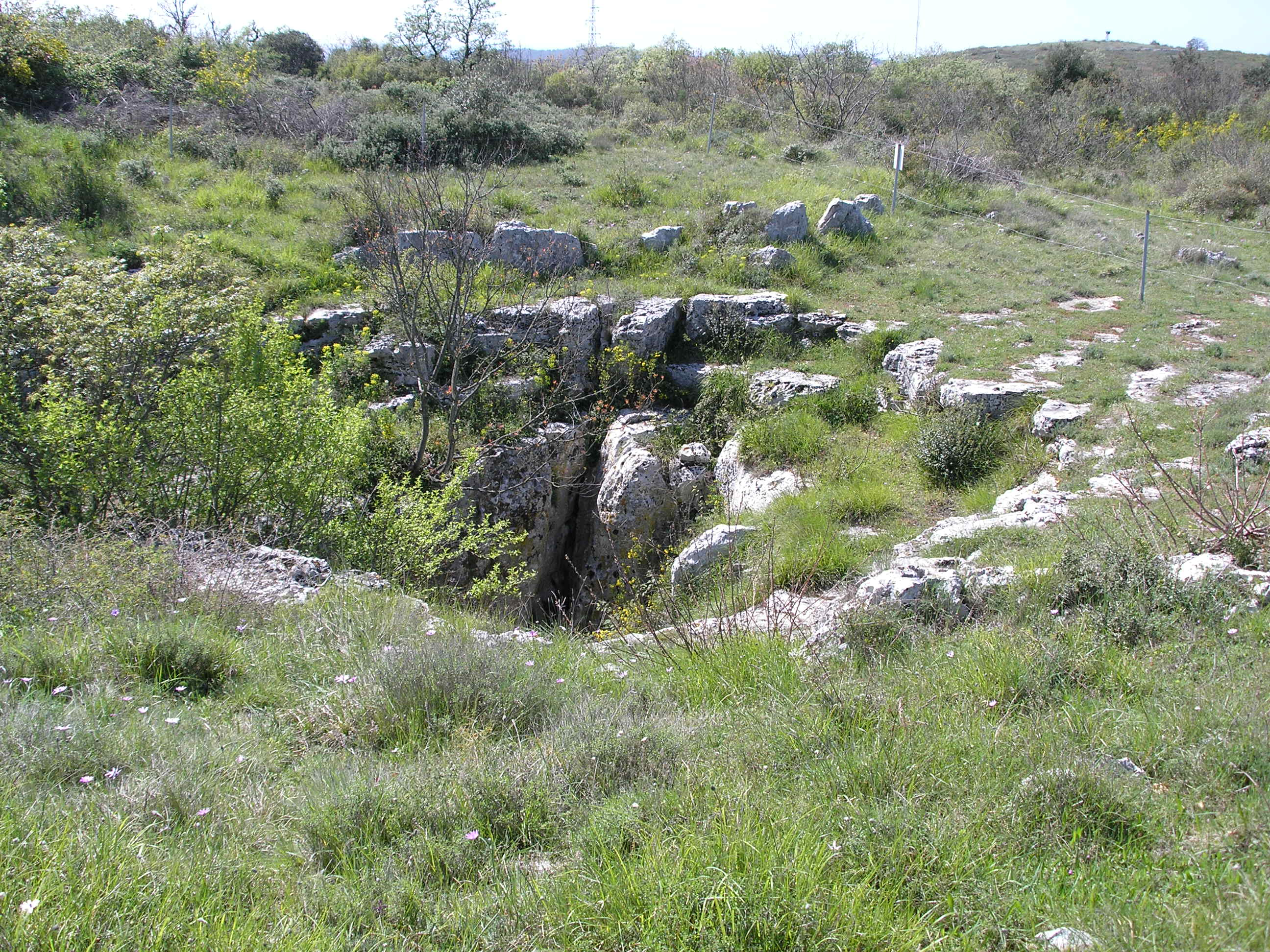
Kultovní jeskyně

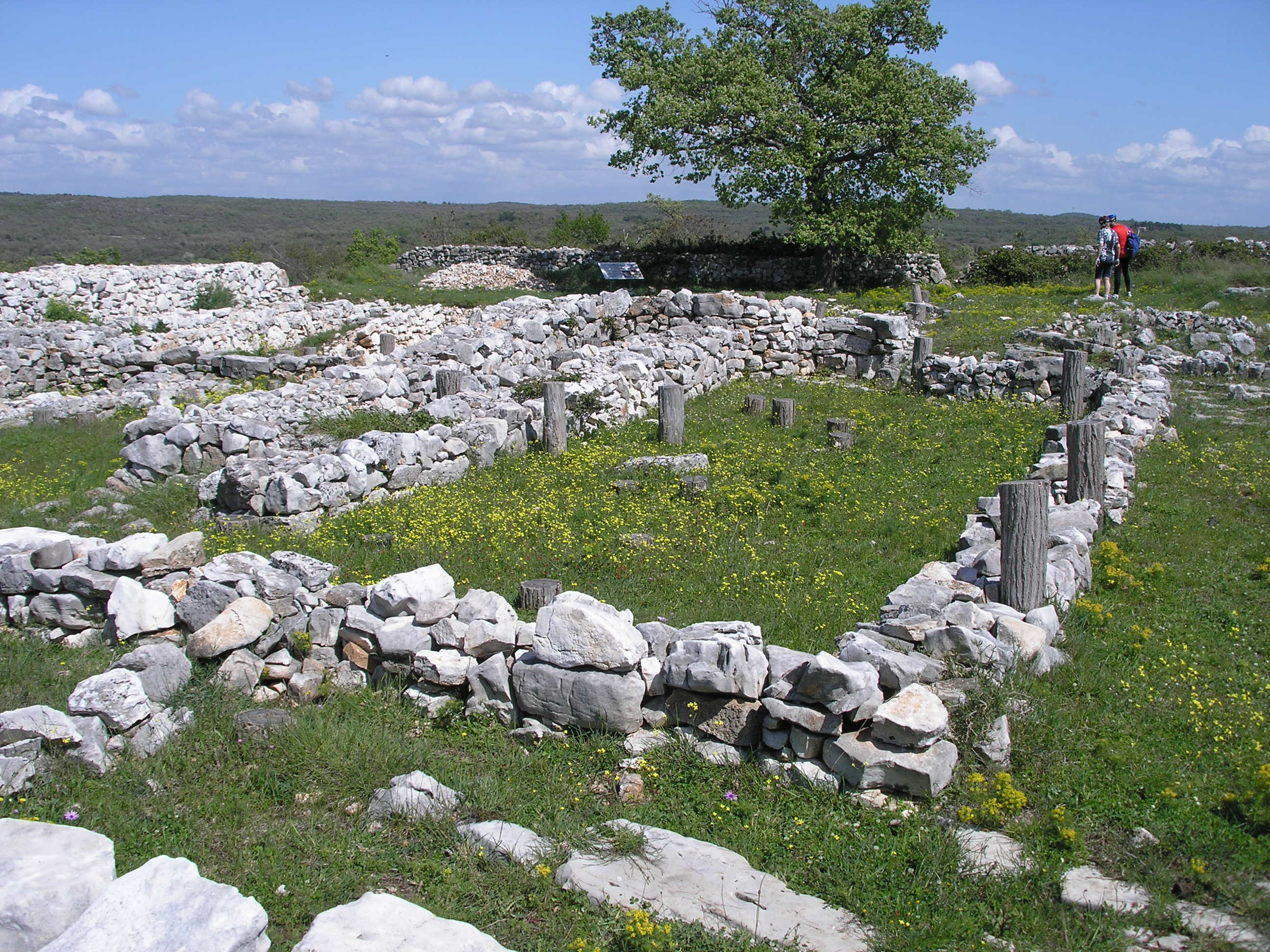
Základové zdi budov

První výzkumy zde byly prováděny v letech 1953 až 1954. Vedoucím byl B. Baćić. Jejich výsledky byly prezentovány veřejnosti roku 1998 v katalogu výstavy o tomto sídlišti. Tyto výzkumy se zaměřily především na bližší identifikaci sídliště a výzkum několika jeho částečně odkrytých částí.
V letech 1997-2002 započala nová etapa rozsáhlých vykopávek, na nichž se podíleli Chorvaté, Slovinci a Němci. Byly vykopány celkem 4 sondy na dvou místech sídliště. Také byly provedeny rekonstrukční práce, především na vstupním komplexu, hradbách a některých obytných budovách. Tyto výzkumy byly první svého druhu na podobných istrijských sídlištích.

## Popis lokality

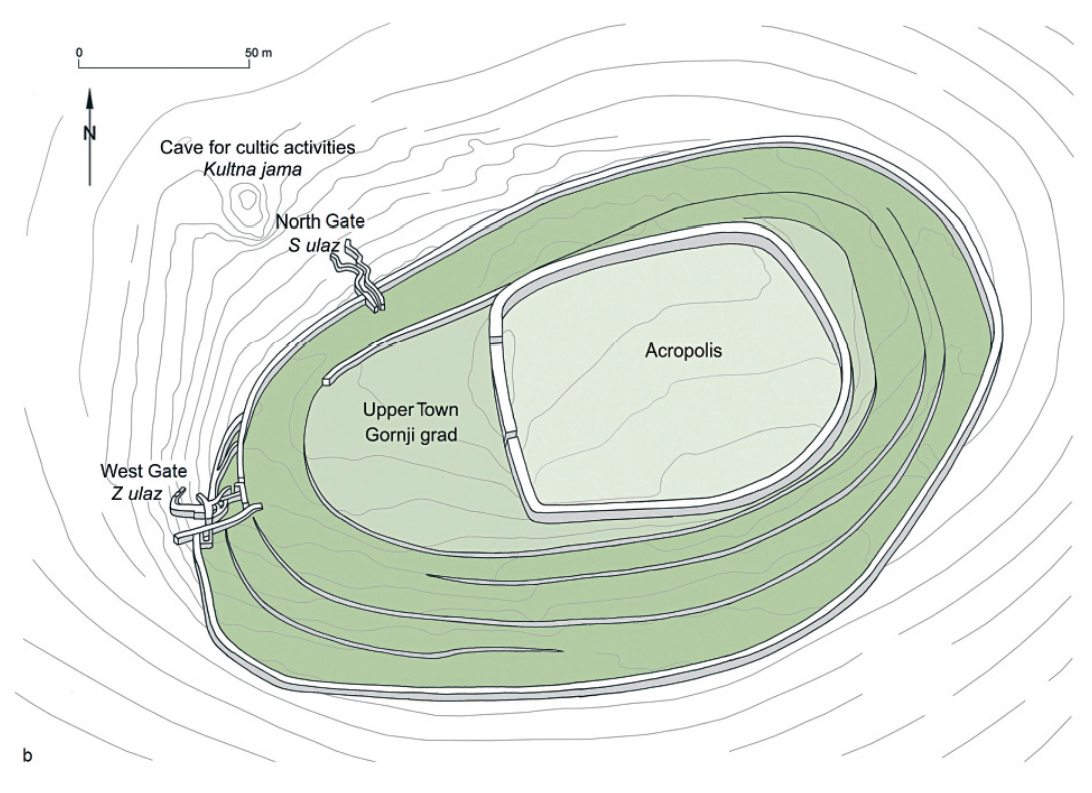
Schéma hradiště Monkodonja

Monkodonja a podobná sídliště na Istrii, tzv. „kasteliery“ jsou pravděpodobně dílem jedné civilizace, která na počátku doby bronzové osídlila střední Evropu, zvláště oblasti kolem Dunaje. V této době se odehrály velké změny ve tvaru a organizaci sídlišť. Tato civilizace již měla vyspělejší a sociálně diferencovanou společnost. Tento fakt lze pozorovat na různých typech budov v centru osady a na jejích okrajích. Sídliště tedy bylo podle všech okolností vnitřně uspořádáno dle sociální struktury jeho obyvatel. V době bronzové nepatřila Istrie k nejhustěji osídleným oblastem, přesto se odhaduje, že Monkodonja mohla mít mezi 1000-1500 obyvatel. Předpokládá se, že zde existoval kontakt s mykénskou civilizací v Řecku.
Celý kastelier v Monkodonji má rozměry 250 x 160 m a má oválný půdorys. Je rozdělen několika různými zdmi, z nichž část se nám do dnešní doby zachovala ve velmi dobrém stavu, až do výšky přes 2 m. U ostatních zdí jsou dodnes patrné jejich zbytky.
Dovnitř se vcházelo dvěma složitě opevněnými branami. Hlavní brána byla na západě a otevírala se směrem k mořské zátoce. Zpočátku byla tato brána jen obyčejným průchodem hradbami. Postupem času s přibývajícím nebezpečím nepřátelských útoků byla lépe opevněna, aby bránila nepřátelům v průniku do hradeb kastelieru, ale také aby mohla jejich útoky odvracet. Druhá brána byla mnohem jednodušší. Měla průchod esovitého půdorysu a nacházela se v severní části opevnění. Cesta z ní směrovala k blízké 30 metrů hluboké kultovní krasové jeskyni a vnějšímu sídlišti. Předpokládá se i existence méně opevněné třetí brány na jižní straně kastelieru.
Celé sídliště je ze všech stran obklopeno obrannými hradbami o délce 1 km. Jejich šířka je 3 m a výška také 3 m. Byly postaveny, stejně jako v případě mykénských pevností, z hrubě opracovaných kamenných bloků, tzv. „kyklopského zdiva“. Největší z bloků váží i několik tun. Část hradeb byla během výzkumů v letech 1997-2002 zrekonstruována pracovníky mezinárodního archeologického týmu za použití původních technik, běžně používaných jejich staviteli.
V centru osady se nachází dobře opevněná vyvýšenina. Na této „akropoli“ byly rozeznány přinejmenším dvě fáze výstavby velké centrální stavby (paláce) s hlavním a vedlejšími křídly. Část z nich leží uvnitř poměrně velkých dvorních prostor. Vchod do opevněného středu města se nacházel na jeho západní straně.